# Moses Kimchi
Moses Kimchi (* in Narbonne; † 1190 ebenda), auch unter dem Akronym Remak bekannt, war ein jüdischer Grammatiker und Exeget des 12. Jahrhunderts.
Er war der Sohn von Rabbiner Joseph Kimchi und der Bruder von David Kimchi. Sowohl in seinen grammatischen als auch in seinen exegetischen Arbeiten stand Moses Kimchi unter dem Einfluss seines Vaters und von Abraham ibn Esra. In seinen Arbeiten zur hebräischen Grammatik befasste er sich hauptsächlich mit der Morphologie des Verbs. In seinem Buch Mahalach schwile ha-da'at („Zugang zu den Pfaden der Erkenntnis“), das 1508 in Pesaro gedruckt wurde, führte Moses den paradigmatischen Gebrauch der Wurzel pkd (פקד) ein. Seine Einteilung der sieben Konjugationsformen kal, nif'al, pi'el, pu'al, hif'il, hofal und hitpa'el ist von späteren Grammatikern übernommen worden. Seine Grammatik wurde von Elijah Levita mit Anmerkungen versehen und erschien in der lateinischen Übersetzung von Sebastian Münster unter dem Titel Liber viarum linguae sacrae 1520 in Paris. In der Übersetzung von Sebastian Münster wurde dieses Werk für die christlichen Hebraisten des 16. Jahrhunderts zu einer der meistverwendeten hebräischen Grammatiken und wurde mehrmals neu aufgelegt.
Als Exeget kommentierte Moses Kimchi hauptsächlich diejenigen Bücher der Bibel, die im Allgemeinen vernachlässigt worden waren, und schrieb Erläuterungen zum Buch der Sprichwörter, Buch Esra, Nehemia und zum Buch Ijob.